# Anders Iwers
Lars Anders Iwers, född 6 oktober 1972 i Göteborg, är en svensk musiker (basist) i gruppen Tiamat. Han är bror till Peter Iwers, mångårig basist i In Flames. Även Anders Iwers har spelat i In Flames, som gitarrist mellan åren 1990 och 1992.
Han började sin bana som gitarrist i death metal-gruppen Ceremonial Oath, som han var med och grundade 1989 (under namnet Desecrator) tillsammans med Oscar Dronjak, Jesper Strömblad och Markus Nordberg. Han stannade i bandet till dess upplösning 1995.
Iwers har även spelat gitarr i det svenska goth metal-bandet Cemetary 1994–1997, samt bas i det tyska power metal-bandet Mercury Tide.
Han arbetar till vardags som resurspedagog på Kristinedalskolan i Stenungsund. 

## Diskografi (urval)
Med Ceremonial Oath
- Promo 1991 (Demo) (1991)
- The Book of Truth (1993)
- Carpet (1995)

Med Cemetary
- Black Vanity (1994)
- Sundown (EP) (1995)
- Sundown (1996)
- Last Confessions (1997)

Med Tiamat
- A Deeper Kind of Slumber (1997)
- Skeleton Skeletron (1999)
- Judas Christ (2002)
- Prey (2003)
- Amanethes (2008)
- The Scarred People (2012)